# Zorzor
Zorzor – miasto w północnej Liberii, w hrabstwie Lofa. Według danych na rok 2008 liczy 5131 mieszkańców.